# Classe A-150
Il progetto A-150, noto anche come classe Super Yamato, era uno studio per una nuova classe di corazzate della Marina imperiale giapponese che avrebbe dovuto succedere alla classe Yamato.
Iniziato nel 1938-39, il progetto era quasi completo nel 1941, quando si capì che la realizzazione avrebbe richiesto un elevato numero di risorse, impedendo così di soddisfare le richieste per altri tipi di navi. Alla fine il progetto fu cancellato, senza che nessuno dei due esemplari previsti fosse impostato.
Gli autori William H. Garzke e Robert O. Dulin sostennero che, se si fosse completato almeno un esemplare, esso sarebbe stato la "più potente nave da battaglia della storia". 
Questa asserzione era giustificata dall'armamento previsto, che comprendeva una batteria principale composta da 6 cannoni da 510 mm (20.1") e da un numero elevato di pezzi di calibro inferiore.

## Progetto
Inizialmente erano previsti 8 o 9 cannoni da 510 mm (20.1"), divisi in torrette quadruple o triple.
Nel 1920-21 era stata portata compimento con successo la costruzione di un cannone da 480 mm (18,9"), e questo rendeva gli ingegneri giapponesi fiduciosi sulla possibilità di costruire cannoni da 510 mm.
Inoltre la nave avrebbe dovuto raggiungere una velocità di almeno 30 nodi (56 km/h) per competere con le corazzate veloci statunitensi Classe North Carolina, capaci di una velocità di 27 nodi (50 km/h). Tali specifiche furono però ridotte quando fu chiaro che una nave con tali caratteristiche avrebbe avuto un dislocamento di circa 90.000 t e sarebbe quindi risultata "troppo grande e troppo costosa".

### Specifiche
I primi studi iniziarono nel 1938-39, dopo il completamento dei piani della classe Yamato. Una volta chiaro che le specifiche iniziali erano eccessive, i progettisti si orientarono su una nave con dislocamento più vicino a quello della classe Yamato. L'adozione di cannoni da 510 mm rimase però un requisito vitale per il mantenimento della politica giapponese che voleva la superiorità delle singole navi sulle controparti statunitensi. L'A-150 nacque per contrastare un'eventuale risposta statunitense alla classe Yamato.
La fase progettuale era quasi giunta al termine nel 1941, ma come per i documenti relativi alla classe Yamato, la maggior parte dei piani e dei disegni relativi alla classe A-150 furono distrutti alla fine della seconda guerra mondiale, e questo rese impossibile conoscere le specifiche complete della nave.
La cosa certa era che le nuove navi avrebbero avuto una potenza di fuoco decisamente maggiore della classe Yamato, con una batteria principale di 9 cannoni da 510 mm (20,1") divisi in tre torrette ed un armamento secondario di numerosi cannoni da 100 mm (3,9").
Il dislocamento, come previsto, sarebbe stato molto simile a quello della classe Yamato, con circa 60.000-70.000 t. 
La corazzatura sulla scafo avrebbe dovuto avere uno spessore di circa 460 mm (18").
Uno spessore del genere era però oltre le capacità produttive delle acciaierie giapponesi, sarebbe stata quindi necessaria l'adozione di una corazzatura a doppio strato, molto meno efficiente di una a singolo strato.

### Armamento
Anche se nelle fonti note mancano i dettagli sull'armamento secondario, era sicura l'adozione di una batteria principale da 6 cannoni da 510 mm (20,1")/45 in 3 torrette doppie. Tali cannoni sarebbero stati i più grandi mai montati su una nave da battaglia, e decisamente più potenti anche di quelli da 460 mm (18,1") montati sulla classe Yamato.
Nel 1941 già uno o forse due di questi cannoni erano in costruzione presso il Kure Naval Arsenal, mentre erano stati completati i disegni delle torrette su cui avrebbero dovuto essere montati. Tali torrette, pesanti ognuna 2.780 t, sarebbero state capaci di ruotare a circa 2° al secondo, con un campo visivo per il tiro di 120° da dritta a babordo.
Tali cannoni sarebbero stati capaci di una cadenza di tiro massimo di 1/1,5 colpi al minuto, e con un'elevazione prevista da -5° a +45° alla velocità di 10° al secondo. Ogni cannone, dotato di una canna di 23,56 m e pesante 227 t, sarebbe stato in grado di sparare proiettili perforanti da 1.900-2.000 kg o esplosivo da 1.858 kg.
Per la batteria secondaria, su cui non si raggiunse una scelta definitiva, fu considerata l'adozione di cannoni da 100 mm (3,9") in gran numero. Tali cannoni sono considerati le migliori armi contraeree prodotte dal Giappone durante la seconda guerra mondiale, complessivamente in grado di reggere bene il confronto con altre armi dello stesso periodo. 
I pregi principali di questi cannoni, che ne decretarono il successo, erano la rapidità di elevazione e l'elevato rateo di fuoco, circa 15-20 colpi al minuto, caratteristiche che però ne limitavano fortemente la vita operativa, stimata in 350-400 colpi.
Con l'alzo massimo a 90° i loro colpi potevano raggiungere i 13.000 metri di quota, anche se la gittata reale era di circa 11.000 metri.

## Costruzione
Nei primi mesi del 1941, con la guerra ormai all'orizzonte, tutto il lavoro di progettazione fu deviato verso altre navi da guerra, nonostante il progetto dell'A-150 fosse oramai completo, in modo da coprire la sempre più forte richiesta di portaerei, incrociatori ed altre navi di dimensioni minori. Nonostante il fermo imposto alla progettazione, le due navi classe A-150 previste furono provvisoriamente designate coi numeri 798 e 799 ed inserite in un programma di costruzione previsto per il 1942.
La 798 avrebbe dovuto essere costruita nello stesso cantiere della Shinano, mentre la 799 nei cantieri di Kure una volta terminata la quarta unità della classe Yamato, la cui costruzione non fu mai portata a termine.
Entrambe le navi dovevano essere impostate tra la fine del 1941 e l'inizio del 1942, varate nel 1944-45 ed completate per il 1946-47. Tuttavia la costruzione non iniziò mai, in quanto avrebbe richiesto l'impiego di troppe risorse, e la successiva battaglia delle Midway evidenziò la sempre maggiore importanza delle portaerei, placando di fatto il bisogno di nuove corazzate.